# 第一代希思菲尔德男爵乔治·艾略特
第一任希斯菲尔德男爵乔治·奥古斯都·艾略特（英語：George Augustus Eliott, 1st Baron Heathfield；1717年12月25日—1790年7月6日），英国陆军军官。他参加了18世纪的三场重大战争。他在七年战争期间声名鹊起，当时他在德国打仗，并参与了英国对法国和古巴的袭击。埃利奥特最为人所知的是他在直布罗陀包围战期间指挥直布罗陀守军。美国独立战争期间，这场围城从1779年持续到1783年。他因成功保卫要塞而闻名。

## 生平

### 早期的生活
乔治·艾略特出生在苏格兰罗克斯伯郡斯托普斯城堡附近的韦尔斯庄园，是第三代史托普斯准男爵吉尔伯特·艾略特爵士的第十(也是成长到成年的第八)个儿子。乔治的母亲和他的父亲是远方表亲。而乔治的舅舅威廉·艾略特也是一位出名的军官和政治家。

### 教育和早期的指挥
艾略特曾在荷兰共和国的莱顿大学接受教育，并在法国拉费尔军事学院学习炮兵和其他军事科目。 1735年至1736年，他在普鲁士军队服役。
1741年，他转到工兵部队，加入了骑兵掷弹兵第二集团军，他的舅舅威廉·艾略特当时是陆军中校，后艾略特也接任为陆军中校。他在1742年至1748年的奥地利王位继承战争中服役，在Dettingen战役中负伤，随后又参加了豐特努瓦戰役。1757年，乔治·艾略特退役。:384

### 七年战争
1756年至1759年，艾略特担任乔治二世的陆军参谋长，在此期间他被提升为上校。1758年，他被任命为远征法国的旅长，在那里他被任命为轻骑兵旅的指挥官，他被任命为第1轻骑兵(后来的第15龙骑兵，再后的第15轻骑兵)的上校。艾略特在德国战役中表现突出，特别是在1759年明登战役和1760年埃姆斯多夫战役中，他被提升为少将。:385
他参加了1761年贝尔岛抢夺战被俘的行动。1762年英国远征古巴时，他在攻占哈瓦那时担任二副，并因此获得了一大笔奖金。1765年，他被提升为中将。1775年3月6日，他被任命为英国枢密院参赞，并被临时任命为驻爱尔兰部队指挥官。

### 直布罗陀包围战

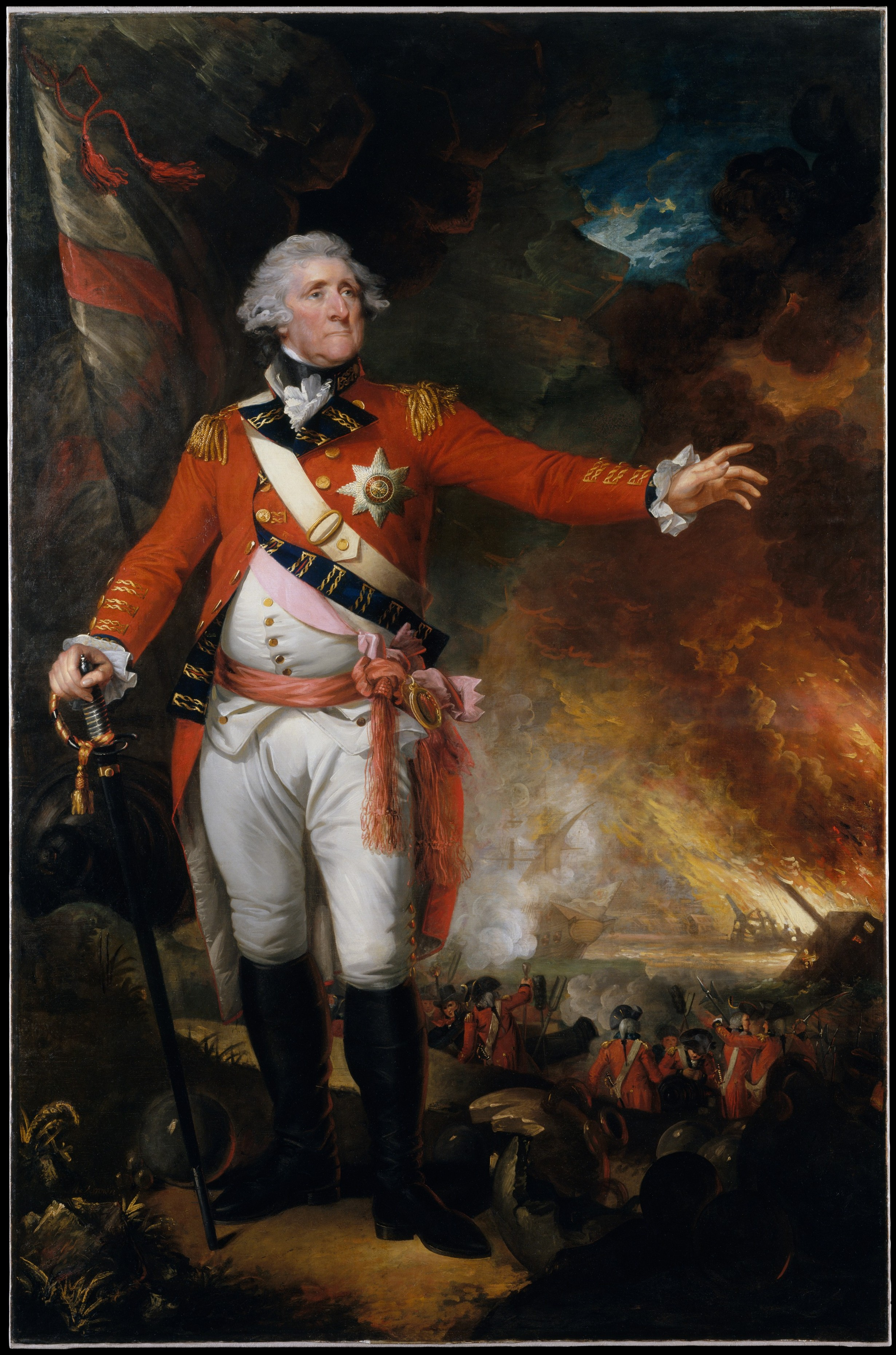
乔治·奥古斯都·艾略特
马瑟·布朗绘画
现存于纽约大都会艺术博物馆

1777年5月25日，艾略特被任命为直布罗陀总督，接替代理总督罗伯特·博伊德。1778年，艾略特晋升为将军。
1779年7月，直布罗陀被法国和西班牙包围。艾略特运用他的工程技术，在改善防御工事方面取得了良好的效果。到了8月，很明显，西班牙人打算饿死守军。直布罗陀的大围城最终从1779年持续到1783年。值得一提的是艾略特写给富勒小姐的一封的信幸存了下来，于1779年9月21日寄出，10月4日寄答。信上仅仅写了“无他” （Nothing New）两字和“G.A.E （名字字母缩写”。 艾略特是个有节制的人，在包围中他的饮食包括蔬菜、饼干和水。他也很少一次睡超过4个小时。:385
1782年9月13日，法国和西班牙发动了一次大规模进攻，共出动10万人、48艘船和450门大炮。在强大的压力下，守备部队坚守阵地。1783年1月8日，英国议会派官员感谢艾略特，授予他巴斯勋章。1783年2月6日，围攻结束。艾略特于4月23日在直布罗陀被授予荣誉。
一幅1784年的肖像画《围攻直布罗陀》(1782)现存于國家肖像館。

### 后来的职业生涯

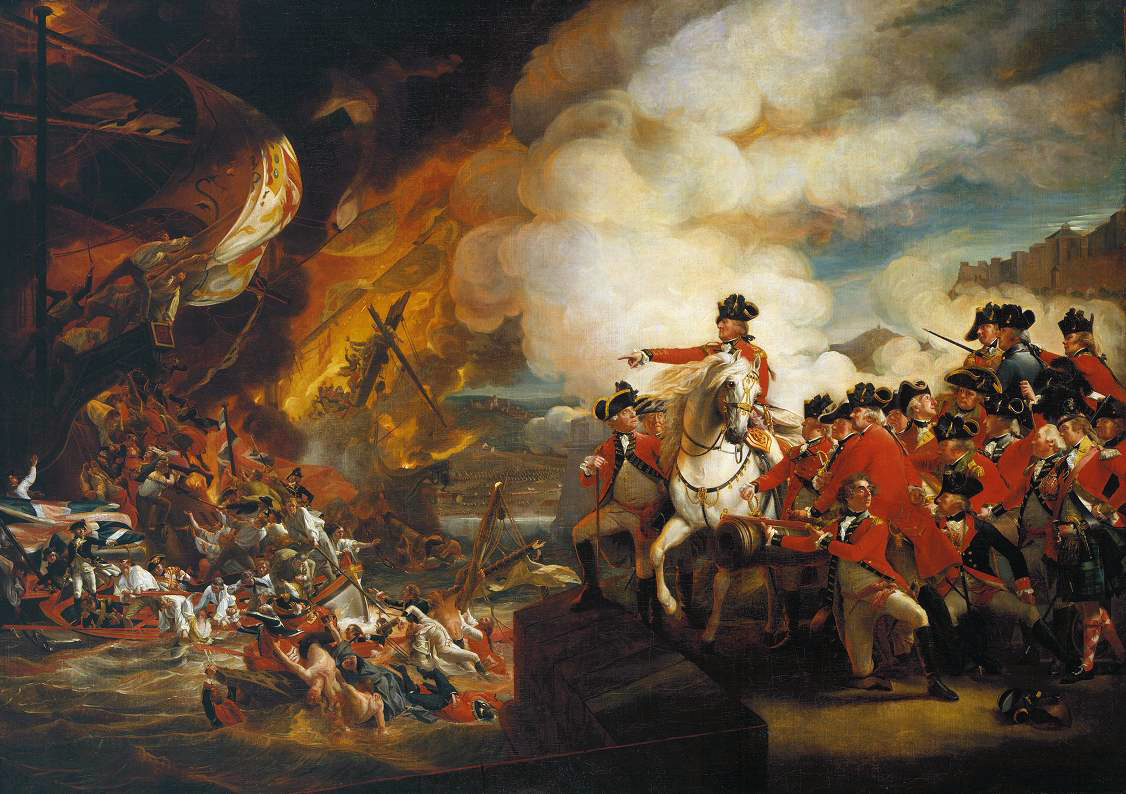
1782年直布罗陀包围战中最激烈的时刻，艾略特骑着白马

艾略特于1787年回到英国。他于1787年7月6日被授予为直布罗陀的希斯菲尔德男爵，此外还为他制作了许多雕像、肖像和硬币。
1788年5月19日，艾略特被正式晋封巴斯骑士。1788年6月，詹姆斯·吉尔雷创作了一幅名为《晋封封晚餐》(the Installation Supper)的肖像画，现存于国家肖像画廊(National portrait Gallery)。
大约在这个时候，艾略特正从陆路返回直布罗陀，仍担任直布罗陀总督。然而，他病了，留在亚琛地区养病。

### 死亡和葬礼
1790年7月6日，艾略特在亚琛Schloss Kalkofen死于麻痹/中风，据说是由于喝了太多当地的矿泉水，最初埋在Schloss的地上。他的个人财产在7月27日以前得到认证，他的家具被他的继承人卖掉。1790年，他的尸体被掘出并重新埋葬在东萨塞克斯郡的希斯菲尔德。后来，他的尸体又被挖掘出来，重新埋葬在德文郡的圣安德鲁教堂，安葬于他妻子的德雷克家族(Drake)的家族墓地。

## 后人
1748年9月8日，乔治·奥古斯都·艾略特与安妮·波莱克芬·德雷克(Anne Pollexfen Drake, 1726-1772)在伦敦纽盖特外的圣墓教堂(St sepulchre - withot - newgate)结婚。他们有两个孩子:
1. 弗朗西斯 · 奥古斯都 · 埃利奥特，第二代也是最后一个希思菲尔德男爵(1750年12月31日至1813年1月26日)
2. Anne Pollexfen Eliott (1754-1835年2月42) ，于1777年5月21日与 John Trayton Fuller 结婚

## 肖像、纪念碑和钞票

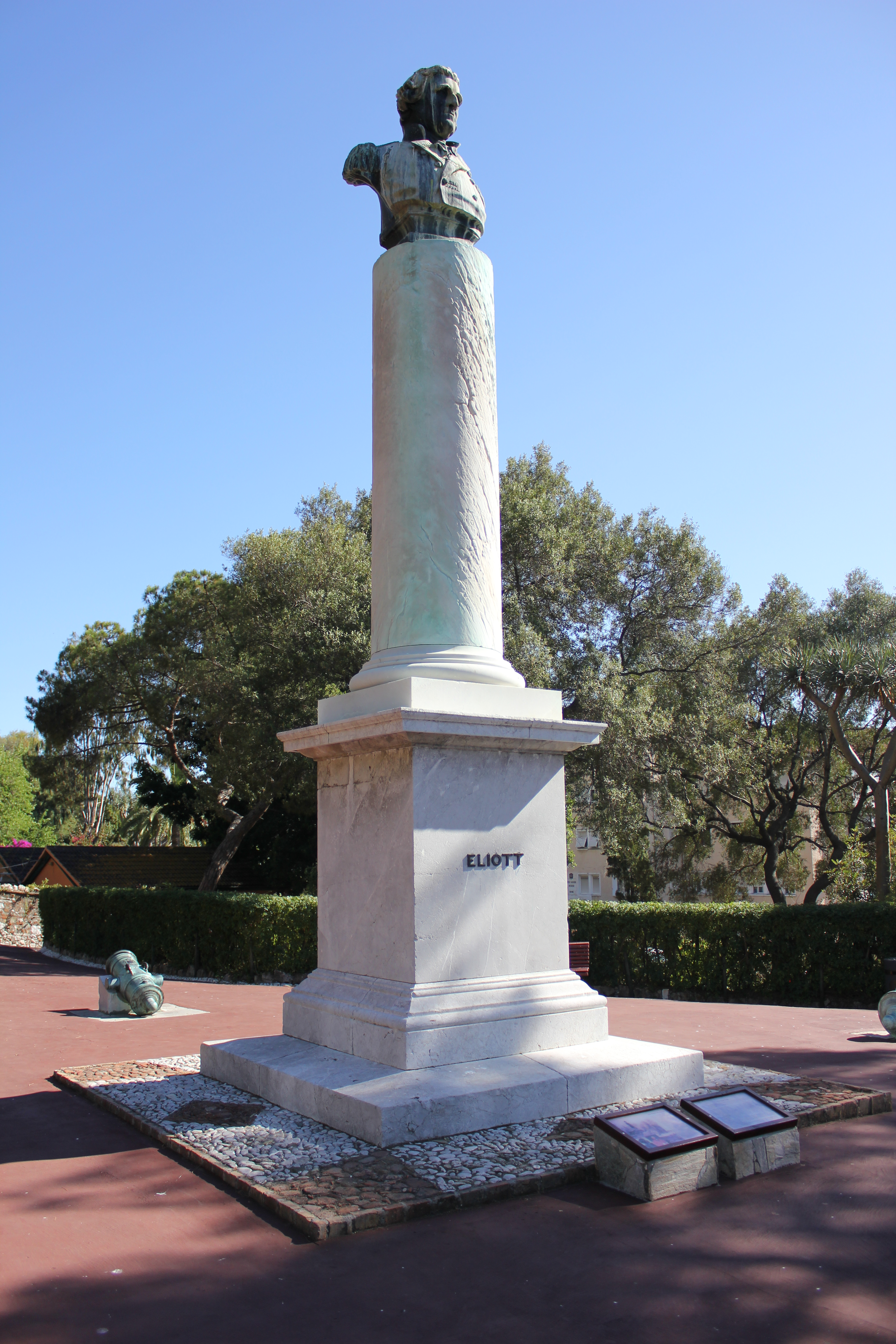
艾略特半身像在直布罗陀植物园

纪念艾略特将军的是直布罗陀镑钞票;自1995年以来,他的肖像出现在£10直布罗陀政府发行的票据。
1787年8月和9月，乔治的肖像由约书亚·雷诺兹爵士(Sir Joshua Reynolds)绘制，现在保存在国家美术馆。1782年9月，约翰·科普利的一幅名为《直布罗陀浮动炮台的失败》的画作从1787年起一直保存在市政厅美术馆，而这一次，另一幅科普利的画作《头像》正在国家肖像美术馆展出。另一位美国艺术家约翰·特朗布尔(John Trumbull)创作了著名的肖像画《出击》(the Sortie)，这幅画由直布罗陀守军制作，现居大都会艺术博物馆(Metropolitan Museum of Art)。他的肖像也是由马瑟·布朗于1788年画的。
他的大理石纪念碑和雕像现存于伦敦圣保罗大教堂的南耳堂。 直布罗陀植物园矗立着一尊1858年创作的艾略特半身像。并另有一枚铜牌“乔治·奥古斯都·埃利奥特，第一代希斯菲尔德男爵”纪念他